# 鹿児島市コミュニティバス

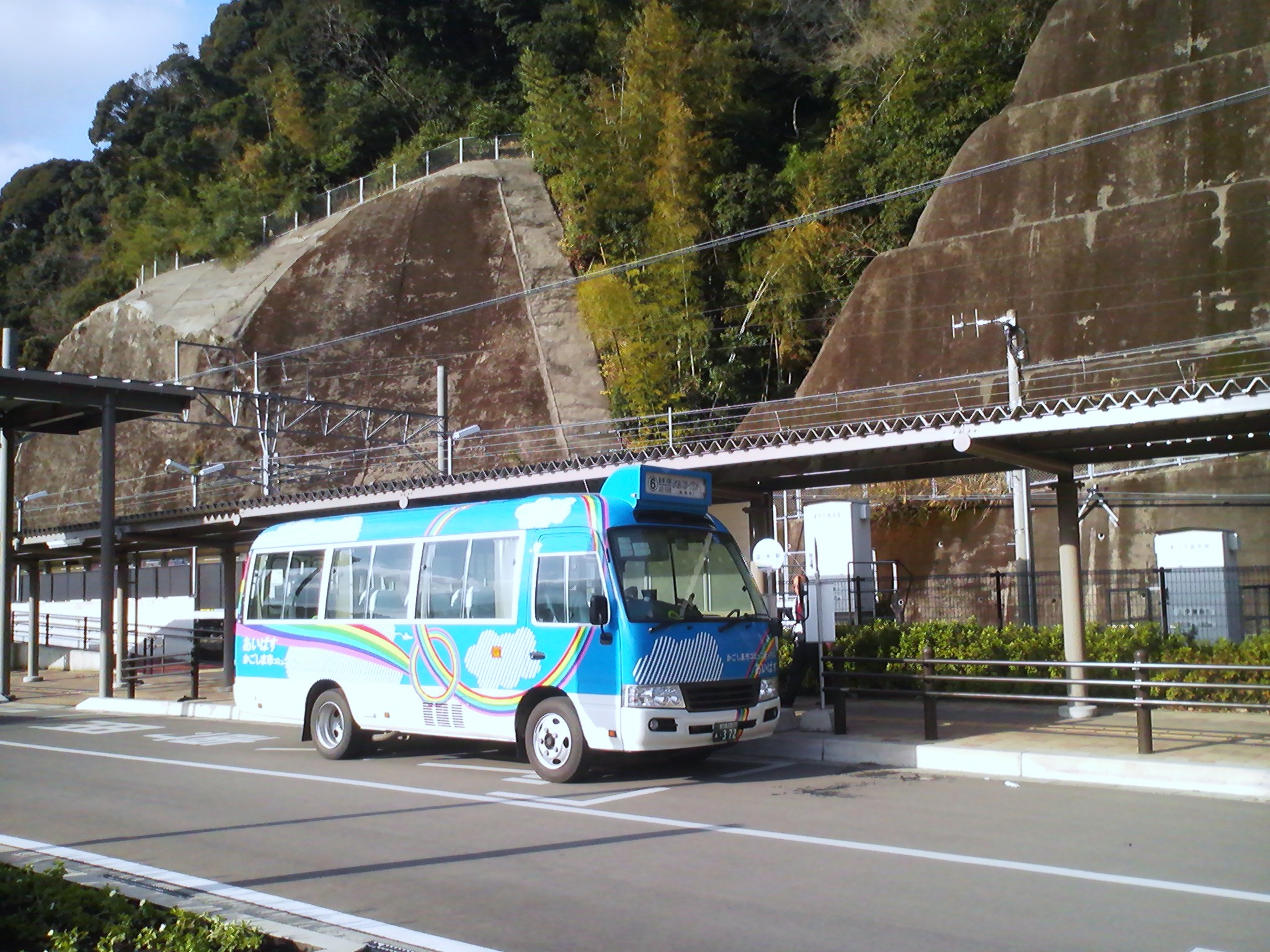
谷山北部路線のあいバス（広木駅前にて撮影）

鹿児島市コミュニティバス（かごしましコミュニティバス）は、鹿児島県鹿児島市の廃止代替の8路線と吉野・吉田・郡山・伊敷東部・伊敷西部・松元・谷山北部・谷山・谷山南部・喜入の10地域28路線で運行しているコミュニティバスの総称。
なお、本項では錫山地区の居住者を対象に運行されている事前予約制の乗合タクシー「かごしま市乗合タクシー」についても詳述する。

## 概説
1.吉野地域（2路線）、2.谷山地域（1路線）、3.喜入地域（4路線）、4.伊敷東部地域（3路線）、5.伊敷西部地域（4路線）、6.谷山北部地域（4路線）、7.谷山南部地域（3路線）、8.吉田地域（2路線）、9.松元地域（3路線）、10.郡山地域（2路線）と廃止代替路線の8路線の総計36路線からなる。
吉野・吉田・郡山・伊敷東部・伊敷西部・松元・谷山北部・谷山・谷山南部・喜入の10地域28路線については、10地域28路線共通の愛称として「あいばす」と命名されている。

## 沿革
- 2000年7月 - 旧郡山町巡回バス「郡山元気バス」が運行開始（運行主体：林田バス（当時））。
- 2001年7月 - 旧松元町町内循環バス「松元ひゃくえんバス」が運行開始。
- 2002年9月 - 旧吉田町町内巡回バスが運行開始。
- 2004年11月 - 鹿児島市と周辺5町（桜島町、吉田町、郡山町、松元町、喜入町）の編入合併に伴い、吉田町と郡山町と松元町のコミュニティバスを鹿児島市コミュニティバスとして引き継ぐ。
- 2005年7月 - 「郡山元気バス」の運行主体がジェイアール九州バス鹿児島支店に変更される。
- 2006年11月6日 - いわさきグループが運行していた14路線を引き継ぐ。
- 2007年10月1日 - 廃止代替路線を14路線から10路線へ再編された。
- 2008年10月21日 - 吉野・谷山・喜入の3地域でコミュニティバス「あいばす」運行開始。
- 2010年10月1日 - コミュニティバス「あいばす」の運行地域を吉田・郡山・伊敷東部・伊敷西部・松元・谷山北部・谷山南部の7地域21路線に拡大。旧3町内で運行していたコミュニティバスと谷山さんぽバスは廃止された。

- 2011年7月1日 - 錫山地区居住者を対象に運行されている事前予約制の乗合タクシー「かごしま市乗合タクシー」運行開始。

- 2015年10月1日 - 郡山地域あいばすの運行事業者がJR九州バスからいわさきバスネットワークに変更された。
- 2016年3月30日 - 伊敷西部地域と郡山地域のあいばすの運行事業者がいわさきバスネットワークから鹿児島交通に変更された。

## 路線一覧

### あいばす

#### 吉野地域

##### 路線
- 主な停留所のみ記している。

1-1：寺山方面
内回り：高齢者福祉センター→松十文字→中別府→中別府団地→東菖蒲谷三文字→坂之上→グループホーム前→寺山ふれあい公園→優和の里前→きずな学園前→三州原学園前→関屋谷→日枝神社前→原之園入口→菖蒲谷運動公園前→五本松→種畜場前→吉野中前→帯迫→無線前（支所方面）→吉野支所前→高齢者福祉センター
外回り：高齢者福祉センター→無線前→（内回りを逆順）→吉野支所前→高齢者福祉センター→無線前→帯迫→吉野中前→帯迫北→吉野中前→帯迫→無線前（支所方面）→吉野支所前→高齢者福祉センター
1-2：川上・下田・実方方面
内回り：(3)(5)高齢者福祉センター/(1)吉野支所→無線前→帯迫→吉野中前→みやこ迫→ふれあいステーション愛前→ひだまりの里前→十間原（(3)→四辻→川上小学校前→川上入口→/(1)(5)→堀之内下→堀之内上→麦の芽前→川上霊園入口→前原迫上→風呂元→)下田→下田三文字→保佐山→三州原→帯迫北→三州原→自動車学校前→野呂迫公民館前→実方神社上→養護学校前→無線前（支所方面）→吉野支所→高齢者福祉センター
外回り：高齢者福祉センター→養護学校前→実方神社上→野呂迫公民館前→自動車学校前→三州原→帯迫北→三州原→保佐山→下田三文字→下田（(2)(4)(7)→風呂元→前原迫上→川上霊園入口→麦の芽前→堀之内上→堀之内下→/(6)→川上入口→川上小学校前→四辻→)十間原→ひだまりの里前→ふれあいステーション愛前→みやこ迫→吉野中前→帯迫→無線前（支所方面）→吉野支所→高齢者福祉センター
（※括弧内の数字は便番号（例：(1) - 1便目）。）

##### 運行便数
1-1：寺山方面
- 始終点とも高齢者福祉センター（吉野支所）/1日7便で運行（内回りは3便・外回りは4便で運行。）

1-2：川上・下田・実方方面
- 始終点とも高齢者福祉センター（吉野支所）/1日7便で運行（内回りは3便・外回りは4便で運行。）

（※内回りの3便と外回り6便は川上小・川上入口経由ルート）
（※内回りの1便・3便と外回りの2便・4便・7便は川上霊園経由ルート）

#### 谷山地域

##### 路線
- 主な停留所のみ記している。

内回り：谷山電停→薬師堂→南高校前→※高齢者福祉センター谷山→本城→大久保公民館前→美樹園前→大脇原→玉利橋前→なごみ苑入口→しろやまの風前→はっぴー園前→笠松公民館前→慈眼寺団地→笠松→はっぴー園前→しろやまの風前→なごみ苑入口→玉利橋前→木屋宇都公民館前→玉利中央→ふるさと考古歴史館前→慈眼寺公園前→恵比須中央→大御堂→松崎→本町→谷山支所通→谷山駅前→谷山電停
外回り：内回りと逆順。
（※高齢者福祉センター谷山の休館日は停車しない。）

##### 運行便数
2-1：谷山電停 - 高齢者福祉センター谷山 - ふるさと考古歴史館前 - 谷山電停
- 始終点とも谷山電停/1日10便で運行（内回り・外回りとも5便ずつで運行）。

（※朝に笠松上発谷山電停行きの1便も運行している。）
（※外回りの2便は長太郎焼本窯前→玉利橋の間は通らない。）
（※高齢者福祉センター谷山の休館日及び内回りの11便と外回りの10便は高齢者福祉センター谷山に停車しない。）

#### 喜入地域

##### 路線
- 主な停留所のみ記している。

3-1：瀬々串・星和ルート（月・水・金曜日）
経路：老人憩の家前 - 中名駅前 - 日石基地前 - 中名 - 中名校区公民館 - 中名上公民館 - 樋高 - 瀬々串校区公民館 - 平川星和台 - 星和
3-2：喜入町巡回ルート
経路：老人憩の家前 - 中名駅前 - 日石基地前 - 中名 - 旧市 - 道の駅喜入 - 喜入 - 喜入支所 - 喜入駅前 - 宮地 - 学校給食センター前 - 仮屋崎公民館前 - 喜入駅 - 喜入駅前 - 喜入支所 - 喜入 - 道の駅喜入 - 旧市 - 中名 - 日石基地前 - 中名駅前 - 老人憩の家前
3-3：一倉・小田代ルート
経路：老人憩の家前 - 中名駅前 - 日石基地前 - 中名 - 旧市 - 道の駅喜入 - 喜入 - 喜入支所 - 喜入駅 - 宮地 - 喜入中前 - 渕田 - 弓指 - 一倉小前 - 一倉校区公民館 - 小田代 - 小田代前村
3-4：前之浜・生見ルート(火・木・土曜日)
経路：老人憩の家前 - 中名駅前 - 日石基地前 - 中名 - 旧市 - 道の駅喜入 - 喜入 - 喜入支所～ - 喜入支所 - 喜入 - 喜入の里前 - 川上集落センター前 - 沢美橋 - 前之浜校区公民館 - 沢美橋 - 川上集落センター前 - 前之浜駅前 - 鈴 - 久津輪 - 米倉 - 生見校区公民館 - 生見小前 - 生見公民館前 - 生見小前 - 生見校区公民館 - 生見農協前 - 生見駅 - 生見郵便局前 - 潮崎 - 生見郵便局前 - 田貫 - 古久川集落センター前 - 川畑 - 帖地公民館前

##### 運行便数
3-1：瀬々串・星和ルート
- （月・水・金曜日）9便

3-2：喜入町巡回ルート
- （月・水・金曜日）4便/（火・木・土曜日）2便

（※火・木・土曜日の第2便は、一倉・小田代ルートの第2便での運行となる。）
3-3：一倉・小田代ルート
- （月・水・金曜日）4便/（火・木・土曜日）4便

（※火・木・土曜日の第1便は老人憩の家前で折り返し、喜入支所へ向かう。）
（※火・木・土曜日の第2便は、喜入町内を巡回して小田代へ向かう。）
3-4：前之浜・生見ルート
- （火・木・土曜日）8便

#### 伊敷東部地域

##### 路線
- 主な停留所のみ記している。

4-1：皆与志町・西伊敷五丁目ルート（月・水・金曜日）
経路:西伊敷三丁目 - 伊敷団地入口 - 伊敷支所 - 伊敷四丁目 - 田入道 - 田入道・長井田公民館前 - 田入道 - 長井田下 - 西伊敷五丁目 - 西伊敷四丁目 - 西伊敷小学校前 - 西伊敷三丁目 - 伊敷団地中央 - 西伊敷六丁目 - 西伊敷七丁目 - 伊敷団地 - 花ノ三文字南 - 正徳台 - 滝ノ上 - 花野小前 - 花野団地中央 - 皆房中央 - 皆房上 - 下向 - 岩下 - 医療福祉センター入口 - 菖蒲谷口 - 菖蒲谷入口 - 菖蒲谷 - 転住 - 皆与志農村広場前 - 転住 - 島村 - 三重岳入口 - 県住前 - 南方校前 - スパランドららら - 南方校前 - 県住前 - 三重岳入口 - 島村 - 転住 - 皆与志農村広場前 - 転住 - 菖蒲谷 - 菖蒲谷入口 - 皆与志農協前 - 泰山荘前 - 岩下 - 下向 - 皆房上 - 皆房公民館 - 花野団地東 - 花野団地中央
4-2：岡之原町・吉野ルート（火・木・土曜日）
経路:花野団地中央 - 花野団地南 - 花野小前 - 滝ノ上 - 正徳台 - 花ノ三文字南 - 熊迫入口 - 熊迫上 - 大久保 - 緑ヶ丘団地中央 - 大久保 - 熊迫上 - 熊迫入口 - 栄 - 栄上 - 栄 - 高塚 - 丸岡入口 - 丸岡南 - 丸岡 - 春山 - 川上 - 緑ヶ丘団地東 - 緑ヶ丘団地中央 - 緑ヶ丘団地東 - 緑ヶ丘団地入口 - 川上学校前 - 下田 - 下田三文字 - 柚之木迫 - 保佐山 - 下田団地前 - 三州原 - 帯迫北 - 帯迫 - 無線前 - 吉野支所前 - 高齢者福祉センター
4-3：岡之原町・伊敷ルート（火・木・土曜日）
経路:花野団地中央 - 花野団地南 - 花野小前 - 滝ノ上 - 正徳台 - 花ノ三文字南 - 熊迫入口 - 熊迫上 - 大久保 - 緑ヶ丘団地中央 - 緑ヶ丘団地東 - 川上 - 春山 - 丸岡 - 丸岡南 - 丸岡入口 - 高塚 - 栄 - 栄上 - 栄 - 熊迫入口 - 熊迫上 - 大久保 - 緑ヶ丘団地中央 - 大久保 - 農協前 - 伊敷団地 - 西伊敷七丁目 - 西伊敷六丁目 - 伊敷団地中央 - 伊敷団地公園前 - 西伊敷三丁目 - 伊敷団地入口 - 伊敷支所

##### 運行便数
4-1：皆与志町・西伊敷五丁目ルート
- （月・水・金曜日）9便

（※第1便＝花野団地中央→三重岳入口→皆与志農協前→花野団地中央）
（※第2便＝花野団地中央→皆与志農協前→三重岳入口→花野団地中央→西伊敷三丁目→西伊敷五丁目→西伊敷三丁目）
（※第3･5･7便＝西伊敷三丁目→西伊敷五丁目→西伊敷三丁目→花野団地中央→三重岳入口→スパランドららら→皆与志農協前→花野団地中央）
（※第4･6･8便＝花野団地中央→皆与志農協前→スパランドららら→三重岳入口→花野団地中央→西伊敷三丁目→西伊敷五丁目→西伊敷三丁目）
（※第9便＝西伊敷三丁目→西伊敷五丁目→西伊敷三丁目→花野団地中央）
4-2：岡之原町・吉野ルート
- （火・木・土曜日）6便

4-3：岡之原町・伊敷ルート
- （火・木・土曜日）6便

（※第1･3･5便＝花野団地中央→伊敷支所）
（※第2･4便＝伊敷支所→花野団地中央）
（※第6便＝伊敷支所→緑ヶ丘団地中央）

#### 伊敷西部地域

##### 路線
- 主な停留所のみ記している。

5-1：犬迫・伊敷ルート（月・水・金曜日）
経路
(※1)伊敷支所 - 肥田橋 - 飯山 - 花ノ口 - 皆房 - 河頭中前（浄水場側） - 下門 - 久木田 - 八房神社前（下門側） - 犬迫小前 - 犬迫
(※2)伊敷支所 - 肥田橋 - 飯山 - 花ノ口 - 皆房 - 河頭中前（若竹橋側） - 入佐下 - 入佐集会所 - 入佐中 - 入佐下 - 健康の森公園 - 上久木田 - 荒磯上 - 荒磯 - 下迫 - 荒磯三文字 - 上永吉 - 下永吉 - 比良見 - 塚田 - 比良見 - 下永吉 - 上永吉 - 荒磯三文字 - 下迫 - 荒磯 - 八房神社前（泉石蔵側） - 犬迫小前 - 犬迫
(※3)伊敷支所 - 肥田橋 - 飯山 - 花ノ口 - 皆房 - 河頭中前（浄水場側） - 入佐 - 健康の森公園東口 - 健康の森公園入口 - 健康の森公園 - 上久木田 - 荒磯上 - 荒磯 - 下迫 - 荒磯三文字 - 上永吉 - 下永吉 - 比良見 - 塚田 - 比良見 - 下永吉 - 上永吉 - 荒磯三文字 - 下迫 - 荒磯 - 八房神社前（泉石蔵側） - 犬迫小前 - 犬迫
5-2：犬迫・横井ルート（月・水・金曜日）
経路:
(※1)犬迫 - 仮屋下 - 仮屋 - パールランド病院前 - 栗之迫下 - 栗之迫中 - 栗之迫上 - 番屋下 - 萩別府公民館前 - 古別府 - 横井 - チェスト館前 - タイヨー松元店
(※2)犬迫 - 仲組 - 仲組上 - 川路山下 - 川路山中 - 川路山上 - 川路山中 - 川路山下 - 三州病院前 - 古別府 - 明久 - 三角山 - 伏野 - タイヨー松元店
5-3：古園・小山田ルート（火・木・土曜日）
経路:小山田( - 都市農業センター前 - 誠光園前 - 荒磯三文字 - 下迫 - 荒磯 - 荒磯上 - 上久木田 - 健康の森公園 - 上久木田 - 荒磯上 - 荒磯 - 下迫 - 荒磯三文字 - 誠光園前 - 都市農業センター前) - 畠中 - 栗之迫三又路 - 出平 - 下古園 - 古園 - 上古園 - 古園 - 下古園 - 栗之迫公民館前 - 駄用橋 - 小山田 - 小山田小前（上原橋） - 工芸館前 - 迎賓館前 - 馬山上 - 馬山中 - 馬山下 - 木ノ下 - 大力三又路 - 堀ノ内 - スパランドららら - 三蔵塚 - 甲陵団地入口 - 賦合住宅 - 安美世 - 郡山支所前 - 郡山支所 - 郡山鹿銀前 - 高校入口 - 上園 - 柿水平 - Aコープ前 - 池田鼻 - 田中尻 - 薩摩小山田
5-4：名越・蒲之原・小山田ルート（火・木・土曜日）
経路:小山田 - 小山田小前（上原橋） - 工芸館前 - 迎賓館前 - 馬山上 - 馬山中 - 馬山下 - 木ノ下 - 大力三又路 - 堀ノ内 - スパランドららら - 三蔵塚 - 甲陵団地入口 - 賦合住宅 - 安美世 - 郡山支所前 - 郡山支所 - 郡山鹿銀前 - 高校入口 - 上園 - 柿水平 - Aコープ前 - 池田鼻 - 田中尻 - 薩摩小山田 - 消防署前 - 坂口坂 - 窪之上 - 秋葉山 - 名越中央 - 田之平三又路 - 名越公民館前 - 高城（伊敷方面のみ停車） - 薩摩塚田（ → 後原 → 蒲ヶ原三文字 → / ← 蒲ヶ原三文字 ← 後原 ← ）薩摩塚田（ - 塚田 - 比良見 - 下永吉 - 上永吉 - 荒磯三文字 - 下迫 - 荒磯 - 荒磯上 - 上久木田 - 健康の森公園 - 上久木田 - 荒磯上 - 荒磯 - 下迫 - 荒磯三文字 - 上永吉 - 下永吉 - 比良見 - 塚田） - 高城（伊敷方面のみ停車） - 名越 - 小山田小前（国道） - 小山田

##### 運行便数
5-1/5-2：犬迫・伊敷ルート/犬迫・横井ルート
- (月・水・金曜日)15便

（※第1便＝犬迫→三州病院前）
（※第2便＝萩別府公民館前→パールランド病院前→犬迫→健康の森公園→入佐中→河頭中前→伊敷支所）
（※第3便＝伊敷支所→河頭中前→下門→犬迫→パールランド病院前→萩別府公民館前）
（※第4便＝古別府→三州病院前→犬迫→下門→河頭中前→伊敷支所）
（※第5･9･13便＝伊敷支所→河頭中前→入佐中→健康の森公園→塚田→犬迫→三州病院前→古別府→三角山→伏野→タイヨー松元店）
（※第6便＝タイヨー松元店→チェスト館前→横井→古別府→萩別府公民館前→パールランド病院前→犬迫→塚田→健康の森公園→入佐→河頭中前→伊敷支所）
（※第7･11便＝伊敷支所→河頭中前→下門→犬迫→パールランド病院前→萩別府公民館前→古別府→横井→チェスト館前→タイヨー松元店）
（※第8･12便＝タイヨー松元店→伏野→三角山→古別府→三州病院前→犬迫→下門→河頭中前→伊敷支所）
（※第10･14便＝タイヨー松元店→チェスト館前→横井→古別府→萩別府公民館前→パールランド病院前→犬迫→塚田→健康の森公園→入佐中→河頭中前→伊敷支所）
（※第15便＝伊敷支所→河頭中前→下門→犬迫）
5-3/5-4：古園・小山田ルート/名越・蒲ヶ原・小山田ルート
- （火・木・土曜日）14便

（※第1便＝小山田→畠中→上古園→駄用橋→小山田）
（※第2便＝小山田→名越→高城→薩摩塚田→後原→蒲ヶ原三文字→薩摩塚田→名越中央→薩摩小山田→馬山上→小山田）
（※第3･7便＝小山田→畠中→上古園→駄用橋→小山田→馬山上→スパランドららら→郡山支所→上園→薩摩小山田）
（※第4･8便＝小山田小前（国道）→名越→高城→薩摩塚田→後原→蒲ヶ原三文字→薩摩塚田→名越中央→薩摩小山田→上園→郡山支所→スパランドららら→馬山上→小山田小前（上原橋））
（※第5便＝薩摩小山田→上園→郡山支所→スパランドららら→馬山上→小山田→駄用橋→上古園→畠中→都市農業センター→荒磯三文字→健康の森公園→荒磯三文字→都市農業センター→小山田）
（※第6便＝小山田→馬山上→スパランドららら→郡山支所→上園→薩摩小山田→名越中央→高城→薩摩塚田→後原→蒲ヶ原三文字→薩摩塚田→塚田→荒磯三文字→健康の森公園→荒磯三文字→塚田→名越→小山田）
（※第9･13便＝薩摩小山田→上園→郡山支所→スパランドららら→馬山上→小山田→駄用橋→上古園→畠中→小山田）
（※第10･14便＝小山田→馬山上→スパランドららら→郡山支所→上園→薩摩小山田→名越中央→高城→薩摩塚田→後原→蒲ヶ原三文字→薩摩塚田→名越→小山田）
（※第11便＝小山田→都市農業センター→荒磯三文字→健康の森公園→荒磯三文字→都市農業センター→畠中→上古園→駄用橋→小山田→馬山上→スパランドららら→郡山支所→上園→薩摩小山田）
（※第12便＝小山田小前（国道）→名越→高城→塚田→荒磯三文字→健康の森公園→荒磯三文字→塚田→薩摩塚田→後原→蒲ヶ原三文字→薩摩塚田→名越中央→薩摩小山田→上園→郡山支所→スパランドららら→馬山上→小山田小前（上原橋））

#### 谷山北部地域

##### 路線
- 主な停留所のみ記している。

6-1：滝ノ下・見寄ルート（月・水・金曜日）
経路：広木駅 - 福祉センター前 - 星ヶ峯県営住宅前 - 星ヶ峯福祉館前 - 星ヶ峯みなみ台中央 - 星ヶ峯みなみ台入口 - 品戸 - 仁仙山峡 - 皇徳寺西公園前 - 皇徳寺西センター前 - 皇徳寺ロータリー - 皇徳寺郵便局前 - 皇徳寺小前 - ふれあいスポーツランド - 山之園上 - 中山農協前 - 滝ノ下西 - 平馬場 - 中山福永上 - 中山福永下 - 見寄東（→見寄西→見寄上→/←見寄上←見寄西←～見寄東 - 万田 - 諏訪東（※ - 高齢者福祉センター谷山 - 開陽高校前） - 南高校前 - 新永田橋 - 谷山駅前 - 谷山電停前 - 薬師堂 - 希望ヶ丘 - 県営住宅前 - 自由ヶ丘 - 家畜試験場前 - 中山団地 - 中山団地中央 - 山田下 - 中山校前 - 中山交番前 - ふれあいスポーツランド - 山之園上 - 中山農協前 - 滝ノ下西 - 平馬場 - 中山福永上 - 中山福永下 - 見寄東（→見寄西→見寄上→/←見寄上←見寄西←）見寄東 - 万田 - 諏訪東 - 高齢者福祉センター谷山
6-2：炭床・三重野ルート（火・木・土曜日）
経路
(※1)広木駅 - 福祉センター前 - 星ヶ峯県営住宅前 - 星ヶ峯福祉館前 - 星ヶ峯西 - 星ヶ峯四丁目 - 福永 - 星ヶ峯霊園中 - 星ヶ峯霊園下 - 星ヶ峯霊園上 - 茂頭 - 湯之元 - 竹下三文字 - 柊木山公民館前 - 炭床 - 川口 - 川口南 - 萩ノ谷 - 左近充上 - 左近充下 - 梅山 - 三重野観音 - 三重野公民館前 - 宍之草 - 三重野公民館前 - 三重野中央 - 柊木平 - 笠木公民館前 - 笠木西 - 笠木東 - 皇徳寺西公園前 - 皇徳寺西センター前 - 皇徳寺ロータリー - 皇徳寺郵便局前 - 皇徳寺小前 - ふれあいスポーツランド - 中山交番前 - 中山校前 - 山田下 - 札下 - 谷山北中前 - 山田 - 鹿倉 - 大河内 - 星ヶ峯みなみ台入口 - 星ヶ峯みなみ台中央 - 星ヶ峯福祉館前 - 星ヶ峯県営住宅前 - 福祉センター前 - 広木駅
(※2)広木駅→福祉センター前→星ヶ峯県営住宅前→星ヶ峯福祉館前→星ヶ峯みなみ台中央→星ヶ峯みなみ台入口→大河内→鹿倉→山田→谷山北中前→札下→山田下→中山校前→中山交番前→ふれあいスポーツランド→皇徳寺小前→皇徳寺郵便局前→皇徳寺北口→星ヶ峯みなみ台入口→星ヶ峯みなみ台中央→星ヶ峯福祉館前→星ヶ峯県営住宅前→福祉センター前→広木駅
6-3：高齢者福祉センター谷山ルート（火・木・土曜日）
経路：広木駅→福祉センター前→星ヶ峯県営住宅前→星ヶ峯福祉館前→星ヶ峯みなみ台中央→星ヶ峯みなみ台入口→皇徳寺北口→皇徳寺郵便局前→皇徳寺郵便局前→ふれあいスポーツランド→中山交番前→中山温泉前→中山農協前→滝ノ下東→平馬場→中山福永上→中山福永下→万田→諏訪東→高齢者福祉センター谷山→諏訪東→万田→中山福永下→中山福永上→平馬場→滝ノ下東→中山農協前→中山温泉前→中山交番前→ふれあいスポーツランド→皇徳寺小前→皇徳寺郵便局前→皇徳寺北口→星ヶ峯みなみ台入口→星ヶ峯みなみ台中央→星ヶ峯福祉館前→星ヶ峯県営住宅前→福祉センター前→広木駅
6-4：柊木山公民館前→広木駅（月~土曜日）
経路：柊木山公民館前→炭床→川口→川口南→萩ノ谷→左近充上→左近充下→梅山→三重野観音→三重野中央→柊木平→笠木公民館前→笠木西→笠木東→皇徳寺西公園前→皇徳寺西センター前→皇徳寺ロータリー→皇徳寺北口→星ヶ峯みなみ台入口→星ヶ峯みなみ台中央→星ヶ峯福祉館前→星ヶ峯県営住宅前→福祉センター前→広木駅

##### 運行便数
6-1：滝ノ下・見寄ルート
- （月・水・金曜日）7便

（※第1･3･5便＝広木駅→ふれあいスポーツランド→見寄東→見寄西→見寄上→見寄東→高齢者福祉センター谷山→谷山電停→中山団地→ふれあいスポーツランド→見寄東→見寄西→見寄上→見寄東→高齢者福祉センター谷山）
（※第2･4便＝高齢者福祉センター谷山→見寄東→見寄西→見寄上→見寄東→ふれあいスポーツランド→中山団地→谷山電停→高齢者福祉センター谷山→見寄東→見寄西→見寄上→見寄東→ふれあいスポーツランド→広木駅）
（※第6便＝高齢者福祉センター谷山→見寄東→見寄西→見寄上→見寄東→ふれあいスポーツランド→中山団地→谷山電停→見寄東→見寄西→見寄上→見寄東→ふれあいスポーツランド→広木駅）
（※第7便＝広木駅→ふれあいスポーツランド→見寄東→見寄西→見寄上→見寄東→谷山電停→中山団地→ふれあいスポーツランド）
6-2：炭床・三重野ルート
- （火・木・土曜日）6便

（※第1･3･5便＝広木駅→星ヶ峯霊園上→茂頭→湯之元→竹下三文字→柊木山公民館前→三重野観音→皇徳寺郵便局前→ふれあいスポーツランド→谷山北中前→山田→大河内→星ヶ峯みなみ台中央→広木駅）
（※第2･4便＝広木駅→星ヶ峯みなみ台中央→大河内→山田→谷山北中前→ふれあいスポーツランド→皇徳寺郵便局前→三重野観音→柊木山公民館前→竹下三文字→湯之元→茂頭→星ヶ峯霊園上→広木駅）
（※第6便＝広木駅→星ヶ峯みなみ台中央→大河内→山田→谷山北中前→ふれあいスポーツランド→皇徳寺郵便局前→皇徳寺北口→星ヶ峯みなみ台中央→広木駅）
6-3：高齢者福祉センター谷山ルート
- （火・木・土曜日）2便

6-4：柊木山公民館前→広木駅
- （月～土曜日）1便

#### 谷山南部地域

##### 路線
- 主な停留所のみ記している。

7-1：草野ルート（月～土曜日）
経路：高齢者福祉センター谷山 - 開陽高校前 - 生協病院前 - 恵比須中央 - 大御堂 - 坂之上（国道） - 光山団地中央 - 鹿児島ふるさと物産館 - 草野下 - 影原 - 向原 - まきば - 光山入口 - 坂之上（国道） - 大御堂 - 恵比須中央 - 生協病院前 - 開陽高校前 - 高齢者福祉センター谷山
7-2：野頭ルート（月～土曜日）
経路：高齢者福祉センター谷山 - 開陽高校前 - 生協病院前 - 恵比須中央 - 大御堂 - 坂之上（県道） - 坂之上駅上 - 別府中央 - 坂之上団地 - 野頭北入口 - 源田入口 - 高齢者福祉センター谷山 - 源田入口 - 野頭北入口 - 野頭公民館入口 - 児玉美術館前 - 中道 - 中原 - 影原 - 向原 - まきば - 光山入口 - 坂之上（国道） - 坂之上（県道） - 下福元北 - 慈眼寺公園前 - 恵比須北 - 生協病院前 - 開陽高校前 - 高齢者福祉センター谷山
7-3：草野下→高齢者福祉センター谷山（月～土曜日）
経路：草野下→光山団地中央→坂之上（国道）→坂之上（県道）→坂之上駅上→別府中央→坂之上団地→野頭北入口→源田入口→源田→源田入口→野頭北入口→野頭公民館入口→児玉美術館前→中道→中原→影原→向原→まきば→光山入口→坂之上（国道）→坂之上（県道）→坂之上駅上→別府中央→坂之上団地→野頭北入口→源田入口→源田→源田入口→野頭北入口→野頭公民館入口→児玉美術館前→中道→中原→草野下→鹿児島ふるさと物産館→光山団地中央→坂之上（国道）→大御堂→生協病院前→開陽高校前→高齢者福祉センター谷山

##### 運行便数
7-1：草野ルート
- （月～土曜日）7便

（※第1･3･5便＝高齢者福祉センター谷山→坂之上→光山団地中央→草野下→向原→まきば→坂之上→高齢者福祉センター谷山）
（※第2･4･6便＝高齢者福祉センター谷山→坂之上→まきば→向原→草野下→光山団地中央→坂之上→高齢者福祉センター谷山）
（※第7便＝高齢者福祉センター谷山→坂之上→光山団地中央→草野下）
7-2：野頭ルート
- （月～土曜日）6便

（※第1･3･5便＝高齢者福祉センター谷山→坂之上→野頭公民館入口→児玉美術館前→向原→まきば→坂之上→高齢者福祉センター谷山）
（※第2･4･6便＝高齢者福祉センター谷山→坂之上→まきば→向原→児玉美術館前→野頭公民館入口→坂之上→高齢者福祉センター谷山）
7-3：草野下→高齢者福祉センター谷山
- （月～土曜日）1便

#### 吉田地域

##### 路線
- 主な停留所のみ記している。

8-1：月・水・金曜日運行ルート（吉田・吉野コース）
経路
(※1)Aコープ前 - 南中学校前 - 大原下 - 中原公民館前 - みやぎ温泉前 - 飯山三文字 - スパ･ルルド前 - 飯山 - 吉田温泉病院入口前 - 大原 - 輝楽里よしだ館 - 荒毛 - 基頭 - 谷頭 - 吉田支所前 - 野間下 - 内門 - 二本松 - 本吉田 - 都迫 - 上河内公民館前 - 神園下 - 神園公民館前 - 風穴 - 谷上 - 飯山上 - 飯山 - スパ･ルルド前 - 飯山三文字 - みやぎ温泉前 - 中原公民館前 - 大原下 - 大原中 - Aコープ前
(※2)Aコープ前 - 宮之浦保育所前 - グレイスタウン吉田 - 吉水中 - 倉谷公民館前 - 倉谷中 - 新日本科学入口 - 倉谷中 - 宮西 - 宮之浦神社前 - 吉田インター前 - 花棚入口 - みやこ迫 - 種畜場前 - 帯迫 - 高齢者福祉センター(吉野支所) - 帯迫 - 種畜場前 - みやこ迫 - 花棚入口 - 吉田インター前 - 宮東 - 牟礼谷 - 関屋口 - 牟礼谷上 - 牟礼岡団地西 - 牟礼岡団地中央 - 牟礼岡小学校前 - 牟礼岡団地中央 - 牟礼岡団地東 - 牟礼谷上 - 関屋口 - 牟礼谷 - 宮東 - 宮之浦神社前 - 宮西口 - 大原簡易郵便局前 - Aコープ前
8-2：火・木・土曜日運行ルート（吉田・姶良コース）
経路：青雲会病院 - サザンブルー - 森山 - 警察学校入口 - クッキー前 - 城瀬 - 吉田東 - 五反田 - 渓谷園前 - 発電所前 - 吉田支所前 - 発電所前 - 宇都谷中 - 宇都谷上 - 宇都谷中 - 宇都谷入口 - 堤水流 - 堤水流中 - 堤水流上 - 堤水流中 - 西中団地入口 - 永盛温泉前 - 一休館前 - 舟平口 - 舟ヶ平橋前 - 前宗上 - 舟ヶ平橋前 - 鵜木 - 塩杣口 - 塩杣下 - 高崎 - 迫 - 蒲生 - 蒲生駅 - 蒲生 - 迫 - 高崎 - 塩杣口 - 桑之丸 - 井手口 -吉田麓 - 城内北公民館前 - 城内 - 五反田 - 渓谷園前 - 五反田 - 吉田東 - 城瀬 - クッキー前 - 警察学校入口 - 森山 - サザンブルー - 青雲会病院

##### 運行便数
8-1：月・水・金曜日運行ルート
- （月・水・金曜日）9便

（※第1便＝吉田支所前→二本松→神園下→谷上→飯山→スパ･ルルド前→みやぎ温泉前→Aコープ前）
（※第2便＝Aコープ前→新日本科学入口→宮之浦神社前→吉田インター前→高齢者福祉センター前→吉田インター前→宮之浦神社前→新日本科学入口→Aコープ前）
（※第3･7便＝Aコープ前→みやぎ温泉前→スパ･ルルド前→飯山→谷上→神園下→二本松→吉田支所前→輝楽園よしだ→大原→吉田温泉病院入口→飯山→スパ･ルルド前→みやぎ温泉前→Aコープ前）
（※第4便＝Aコープ前→宮之浦神社前→牟礼岡小学校前→吉田インター前→高齢者福祉センター前→吉田インター前→宮之浦神社前→新日本科学入口→Aコープ前）
（※第5便＝Aコープ前→みやぎ温泉前→スパ･ルルド前→飯山→大原→吉田温泉病院入口→輝楽園よしだ→吉田支所前→二本松→神園下→谷上→飯山→スパ･ルルド前→みやぎ温泉前→Aコープ前）
（※第6便＝Aコープ前→新日本科学入口→宮之浦神社前→吉田インター前→高齢者福祉センター前→吉田インター前→牟礼岡小学校前→宮之浦神社前→Aコープ前）
（※第8便＝Aコープ前→宮之浦神社前→牟礼岡小学校前→吉田インター前→高齢者福祉センター前→吉田インター前→牟礼岡小学校前→宮之浦神社前→新日本科学入口→Aコープ前）
（※第9便＝Aコープ前→みやぎ温泉前→スパ･ルルド前→飯山→大原→吉田温泉病院入口→輝楽園よしだ→吉田支所前）
8-2：火・木・土曜日運行ルート
- （火・木・土曜日）7便

（※第1便＝吉田支所前→蒲生駅→青雲会病院）
（※第2･4･6便＝青雲会病院→蒲生駅→吉田支所前→青雲会病院）
（※第3･5便＝青雲会病院→吉田支所前→蒲生駅→青雲会病院）
（※第7便＝青雲会病院→吉田支所前）

#### 松元地域

##### 路線
9-1 平田・直木・入佐ルート（月・水・金曜日）
経路:松元平野岡体育館 - 向原入口 - 直木公民館前 - 平谷三文字 - 平田公民館 - 田之頭 - 里山入口 - 角免 - 里山入口 - 田之頭 - 平田公民館 - 平谷三文字 - 山蔭 - 牟田 - 小中原 - 山方三文字 - 熊置神社前 - 山迫団地 - 山方三文字 - 酒匂自動車前 - 消防車庫前 - 川路製茶前 - 東昌小前 - 直木農協前 - 吉松商店前 - 下直木 - 平野 - 松元平野岡体育館
9-2 上谷口・松陽台・石谷ルート（月・水・金曜日）
経路:松元平野岡体育館 - 平野 - 内田三文字 - 松元駅前 - 松元支所 - 松元駅前 - 柿元 - 田原春 - 柿元陶苑前 - ガーデンヒルズ松陽台 - 上伊集院駅前 - 春山口 - Aコープ前 - 仁田尾前 - 駅上団地入口 - 仁田尾団地 - 仁田尾橋 - タイヨー松元店 - 石谷小前 - 岡本産業前 - 仁田尾橋 - 迫田 - 田出橋 - 小長崎神社前 - 福山中 - 松元支所 - 松元駅前 - 内田三文字 - 平野 - 松元平野岡体育館
9-3 上谷口・四元・春山・石谷ルート（火・木・土曜日）
経路:松元平野岡体育館 - 平野 - 内田三文字 - 松元支所 - 松元駅前 - 内田三文字 - 中原橋 - 別心原 - 篠原堀 - 四元公民館 - 四元交差点 - 春山三文字 - 春山公民館 - 馬場 - 下り山三文字 - 城 - 下り山 - 天野印刷 - 下り山三文字 - 寺脇三文字 - 春山水源地 - 瀬戸山養鶏場前 - 寺脇 - フレッシュ館お茶畑 - 春山小前 - 上床公民館 - 春山口 - Aコープ前 - 仁田尾前 - 駅上団地入口 - 仁田尾団地 - 仁田尾橋 - タイヨー松元店 - 岡本産業前 - 石谷小前 - 石坂の里入口 - 毘沙門 - 町田家の墓入口 - 中園 - 小長崎神社 - 福山中 - 福山橋 - 防屋敷 - 宮下商店前 - 福留橋 - 松元支所 - 松元駅前 - 内田三文字 - 平野 - 松元平野岡体育館

##### 運行便数
9-1 平田・直木・入佐ルート
- （月・水・金曜日）7便

（※第1･5･9･13便＝松元平野岡体育館→平田公民館→下入佐→下直木→松元平野岡体育館）
（※第3･7･11便＝松元平野岡体育館→下直木→下入佐→平田公民館→松元平野岡体育館）
9-2 上谷口・松陽台・石谷ルート
- （月・水・金曜日)7便

（※第2･6･10･14便＝松元平野岡体育館→松元駅前→松元支所前→ガーデンヒルズ松陽台→上伊集院駅前→Aコープ前→タイヨー松元店前→石谷小前→松元支所前→松元駅前→松元平野岡体育館）
（※第4･8･12便＝松元平野岡体育館→松元駅前→松元支所前→石谷小前→タイヨー松元店前→Aコープ前→上伊集院駅前→ガーデンヒルズ松陽台→松元駅前→松元支所前→松元平野岡体育館）
9-3 上谷口・四元・春山・石谷ルート
- （火・木・土曜日）8便

（※第1･3･5･7便＝松元平野岡体育館→中原橋→四元公民館前→城→寺脇→Aコープ前→タイヨー松元店前→石谷小前→健生苑前→松元支所前→松元駅前→松元平野岡体育館）
（※第2･4･6･8便＝松元平野岡体育館→松元駅前→松元支所前→健生苑前→石谷小前→タイヨー松元店前→Aコープ前→寺脇→城→四元公民館前→中原橋→松元駅前→松元支所前→松元平野岡体育館）

#### 郡山地域

##### 路線
- 主な停留所のみ記している。

10-1：東俣・中心部コース
経路
（※月・水・金曜日運行ルート）池田鼻 - Aコープ前 - 柿木平 - 上園 - 高校入口 - 郡山鹿銀前 - 郡山支所 - 郡山支所前 - 安美世 - 賦合住宅 - 甲稜団地入口 - スパランドららら - 東俣 - デイサービスセンター - 花尾神社前 - 宮脇 - 大平 - 大平上 - 大平 - 久保山 - 花尾神社前 - デイサービスセンター - 東俣 - 県住入口 - 県住前 - 川田中 - 小原口 - 川田中 - 県住前 - 県住入口 - 東俣 - スパランドららら - 甲稜団地入口 - 賦合住宅 - 安美世 - 郡山支所前 - 郡山支所 - 郡山鹿銀前 - 高校入口 - 上園 - 柿木平 - Aコープ前 - 池田鼻
（※火・木・土曜日運行ルート）池田鼻 - Aコープ前 - 柿木平 - 上園 - 薩摩郡山 - 郡山農協前 - 池田鼻 - Aコープ前 - 柿木平 - 上園 - 高校入口 - 郡山鹿銀前 - 郡山支所 - 郡山支所前 - 安美世 - 賦合住宅 - 甲稜団地入口 - スパランドららら - 甲稜団地入口 - 油須木 - 油須木団地 - 彼岸田 - 中尾 - 岩戸下 - 山ノ上 - 岩戸下 - 花尾 - 花尾神社前 - 丸山 - 薩摩永山 - 大英団地 - デイサービスセンター - 東俣 - スパランドららら - 甲稜団地入口 - 賦合住宅 - 安美世 - 郡山支所前 - 郡山支所 - 郡山鹿銀前 - 高校入口 - 上園 - 柿木平 - Aコープ前 - 池田鼻
10-2：西俣・中心部コース
経路
（※月・水・金曜日運行ルート）池田鼻 - Aコープ前 - 柿木平 - 上園 - 薩摩郡山 - 郡山農協前 - 西俣 - 大迫 - 岳 - 仕明 - 岳 - 大谷 - 里岳中 - 坂元 - 有屋田 - 宇田 - 神之川温泉 - 二反田 - 西俣 - 郡山農協前 - 薩摩郡山 - 上園 - 柿木平 - Aコープ前 - 池田鼻
（※火・木・土曜日運行ルート）池田鼻 - Aコープ前 - 柿木平 - 上園 - 薩摩郡山 - 郡山農協前 - 中福良 - 上常盤 - 岳 - 雪元集落センター - 八重下 - 八重山公園 -  八重下 - 大谷山 - 薩摩大浦 - 上常盤 - 中福良 - 郡山農協前 - 薩摩郡山 - 上園 - 柿木平 - Aコープ前 - 池田鼻

##### 運行便数
10-1：東俣・中心部コース
- （月・水・金曜日）5便

（※第1便＝花尾神社前→宮脇→大平下→久保山→花尾神社前→東俣→小原口→県住前→東俣→スパランドららら→池田鼻）
（※第3･7便＝池田鼻→スパランドららら→東俣→県住前→小原口→県住前→東俣→花尾神社前→久保山→大平下→宮脇→花尾神社前→東俣→スパランドららら→池田鼻）
（※第5便＝池田鼻→スパランドららら→東俣→花尾神社前→宮脇→大平下→久保山→花尾神社前→東俣→県住前→小原口→県住前→東俣→スパランドららら→池田鼻）
（※第9便＝池田鼻→スパランドららら）
- （火・木・土曜日）5便

（※第1便＝スパランドららら→油須木→岩戸下→山ノ上→岩戸下→花尾神社前→丸山→薩摩永山→大英団地→東俣→スパランドららら→池田鼻）
（※第3･7便＝池田鼻→スパランドららら→東俣→大英団地→薩摩永山→丸山→花尾神社前→岩戸下→山ノ上→岩戸下→油須木→スパランドららら→池田鼻）
（※第5便＝池田鼻→スパランドららら→東俣→油須木→岩戸下→山ノ上→岩戸下→花尾神社前→丸山→薩摩永山→大英団地→東俣→スパランドららら→池田鼻）
（※第9便＝池田鼻→スパランドららら）
10-2：西俣・中心部コース
- （月・水・金曜日）4便

（※第2･6便＝池田鼻→西俣→大迫→岳→仕明→岳→大谷→里岳→神之川温泉→西俣→池田鼻）
（※第4･8便＝池田鼻→西俣→神之川温泉→里岳→大谷→岳→仕明→岳→大迫→西俣→池田鼻）
- （火・木・土曜日）4便

（※第2･6便＝池田鼻→上常盤→岳→八重下→八重山公園→八重下→薩摩大浦→上常盤→池田鼻）
（※第4･8便＝池田鼻→上常盤→薩摩大浦→八重下→八重山公園→八重下→岳→上常盤→池田鼻）

#### 運賃・運行委託事業者
- 運賃：大人150円/子供80円/未就学児無料（RapiCa・いわさきICカードともに利用可）

（※鹿児島市発行の敬老パス利用者は50円）
（※鹿児島市発行の友愛パス利用者は無料）
- 運行委託事業者

「1.吉野地域・4.伊敷東部地域・8.吉田地域・9.松元地域」 - 南国交通
「2.谷山地域・3.喜入地域・5.伊敷西部地域・6.谷山北部地域・7.谷山南部地域・10.郡山地域」 - 鹿児島交通

#### 運休日
- 日曜日及び年末年始（12月31日～1月3日）

### 廃止代替路線
- 2007年10月1日にダイヤ改正された。

犬迫方面
1. 鹿児島駅前 - 鹿児島中央駅 - 下伊敷 - 公園入口 - 健康の森公園
本数：鹿児島駅前発：1日8本
健康の森公園発：1日7本
運休日：土日祝（但し、鹿児島駅前発の1本は土曜も、健康の森公園発の2本は土日祝も運行する。）
2. 鹿児島駅前  - 鹿児島中央駅 - 下伊敷 - 公園入口  - 健康の森公園 - 都市農業センター
本数：鹿児島駅前発：1日7本
都市農業センター発：1日5本
運行日：土日祝
3. 金生町 - 下伊敷 - 犬迫 - 塚田
本数：平日・土曜：1日2往復／日曜・祝日：1日1往復
4. 新村 - 犬迫 - 河頭中前
本数：1日1往復／河頭中前発のみ通学日：1日1本
運休日：土日祝

皆与志方面
1. 鹿児島駅 - 伊敷脇田 - 肥田橋 - 河頭 - 丸岡
本数：鹿児島駅前発：平日・土曜：1日5本／日曜・祝日：1日4本
丸岡発：平日・土曜：1日5本／日曜・祝日：1日3本
2. 鹿児島駅 - 千年団地 - 花野団地 - 皆与志農協前
本数：1日1往復
運休日：土日祝
3. 丸岡 - 三重岳 - 河頭 - 肥田橋 - 伊敷脇田 - 鹿児島中央駅 - 鹿児島駅
本数：1日1本
運休日：土日祝
4. 鹿児島駅 - 千年団地 - 花野団地 - 丸岡
本数：1日1往復
運行日：土曜日

#### 運賃・運行主体
運賃：通常賃率による運賃。
運行主体：鹿児島交通（いわさきICカード・RapiCaともに利用可）
（※SUNQパス全九州+下関版および南部九州版も利用可）

## かごしま市乗合タクシー（事前予約制乗合タクシー）

### 錫山地区
- 利用の際は、事前登録及び利用したい便の電話予約が必要。予約は行きの第1便～第4便は前日の午後5時までに、行きの第5便と帰りの全便は当日の午前10時までに行う必要がある。
- 運行日
  - 月曜日・水曜日・金曜日(※但し12月31日～1月3日の間は運休する。)
- 利用料金
  - （行き）錫山地区→慈眼寺団地バス停、勘場バス停:150円
  - （行き）錫山地区→諏訪バス停、高齢者福祉センター谷山、谷山電停、JR谷山駅、谷山支所通バス停、大御堂バス停、JR坂之上駅は650円
  - （帰り）慈眼寺団地バス停→錫山地区:150円
- 運行回数
  - 行き、帰りとも1日5本ずつ、予約があった場合に運行する。
- 運行委託
  - むらさきタクシー他4社

#### 対象地区
- 錫山地区の居住者(※錫山地区以外の居住者の方は乗車不可。)

### 行きの降車場所
- 慈眼寺団地バス停
- 勘場バス停
- 諏訪バス停
- 高齢者福祉センター谷山
- 谷山電停
- JR谷山駅
- 谷山支所通バス停
- 大御堂バス停
- JR坂之上駅

### 帰りの乗車場所
- 慈眼寺団地バス停